# Tiroteo en Monterey Park de 2023
El 21 de enero de 2023 se produjo un tiroteo masivo en Monterey Park (California), Estados Unidos. Once personas murieron y otras diez resultaron heridas. El tiroteo se produjo tras una celebración del Año Nuevo Lunar en un salón de bailes de salón de West Garvey Avenue y la intersección de Garfield Avenue, sobre las 10:22 p. m. hora estándar del Pacífico (UTC-8). El pistolero, que murió de una herida de bala autoinfligida durante un enfrentamiento con la policía de Torrance al día siguiente, fue identificado como Huu Can Tran, de 72 años Es el tiroteo masivo más mortífero de la historia del condado de Los Ángeles.

## Antecedentes
Monterey Park se encuentra a unos 11 km al este de Los Ángeles y tiene una población mayoritariamente asiático-americana (65 %). En 1990 se convirtió en la primera ciudad del territorio continental de Estados Unidos en tener una mayoría de residentes de ascendencia asiática. Decenas de miles de personas se habían reunido ese día de Año nuevo lunar para el comienzo del festival de dos días, una de las mayores celebraciones de la festividad en el sur de California. Estaba previsto que el festival terminara a las 9 p. m. de ese mismo día. El estudio de danza no formaba parte del festival.
El Star Ballroom Dance Studio es un estudio y sala de baile de propiedad china situado en West Garvey Avenue, cerca de la intersección con Garfield Avenue. Las fiestas de baile de salón, y el Star Ballroom en general, son populares entre los asiático-americanos mayores.

## Eventos

### Tiroteo en Monterey Park
El 21 de enero de 2023, a las 10:22 horas, se produjo un tiroteo en el Star Ballroom Dance Studio. El hombre armado huyó del lugar. La policía de Monterey Park respondió a los tres minutos de la primera llamada al 9-1-1, encontrando a «individuos saliendo del lugar gritando» cuando llegaron. Diez personas fueron declaradas muertas en el lugar. Otras diez fueron trasladadas a hospitales locales. El pistolero utilizó una Cobray M-11/19, una pistola semiautomática variante de la MAC-10 con un cargador de gran capacidad. Robert Luna, sheriff del condado, describió al pistolero como un hombre asiático que vestía una chaqueta de cuero negra, un gorro blanco y negro y gafas.
Tran disparó 42 tiros en el ataque en el salón de baile. Un testigo anónimo del tiroteo declaró a los medios de comunicación que el pistolero empezó a «disparar a todo el mundo» en el salón de baile, y volvió a disparar a algunas víctimas mientras caminaba por los alrededores. La policía tardó cinco horas en alertar a la población de que el tirador se había dado a la fuga, aunque la información se filtró a través de los escáneres de la policía y de informes de prensa.

### Incidente de la Alhambra
Un segundo incidente ocurrió a 4,8 km de distancia en Alhambra, aproximadamente 17 minutos después del tiroteo en Monterey Park. Un hombre armado ingresó al Lai Lai Ballroom and Studio en South Garfield Avenue. Brandon Tsay, un programador informático de 26 años cuya familia es propietaria del salón de baile Lai Lai y que vive en San Marino, se encontró con el pistolero solo en el vestíbulo, luchó con el hombre y agarró el arma, lo persiguió y lo vio alejarse, luego llamó a la policía. Las acciones de Tsay fueron elogiadas como heroicas.
El pistolero huyó en una furgoneta de carga Chevrolet Express 3500 blanca de finales de los años 90. Más tarde fue identificado como el pistolero de Monterey Park. El sospechoso fue identificado por el arma incautada en el lugar del intento de tiroteo de Alhambra, que proporcionó a las autoridades su nombre y descripción. El sheriff dijo más tarde que el arma era una "pistola de asalto semiautomática con cargador y cargador de gran capacidad incorporado", y añadió que dicha arma era probablemente ilegal según la legislación de California.

### Suicidio del pistolero

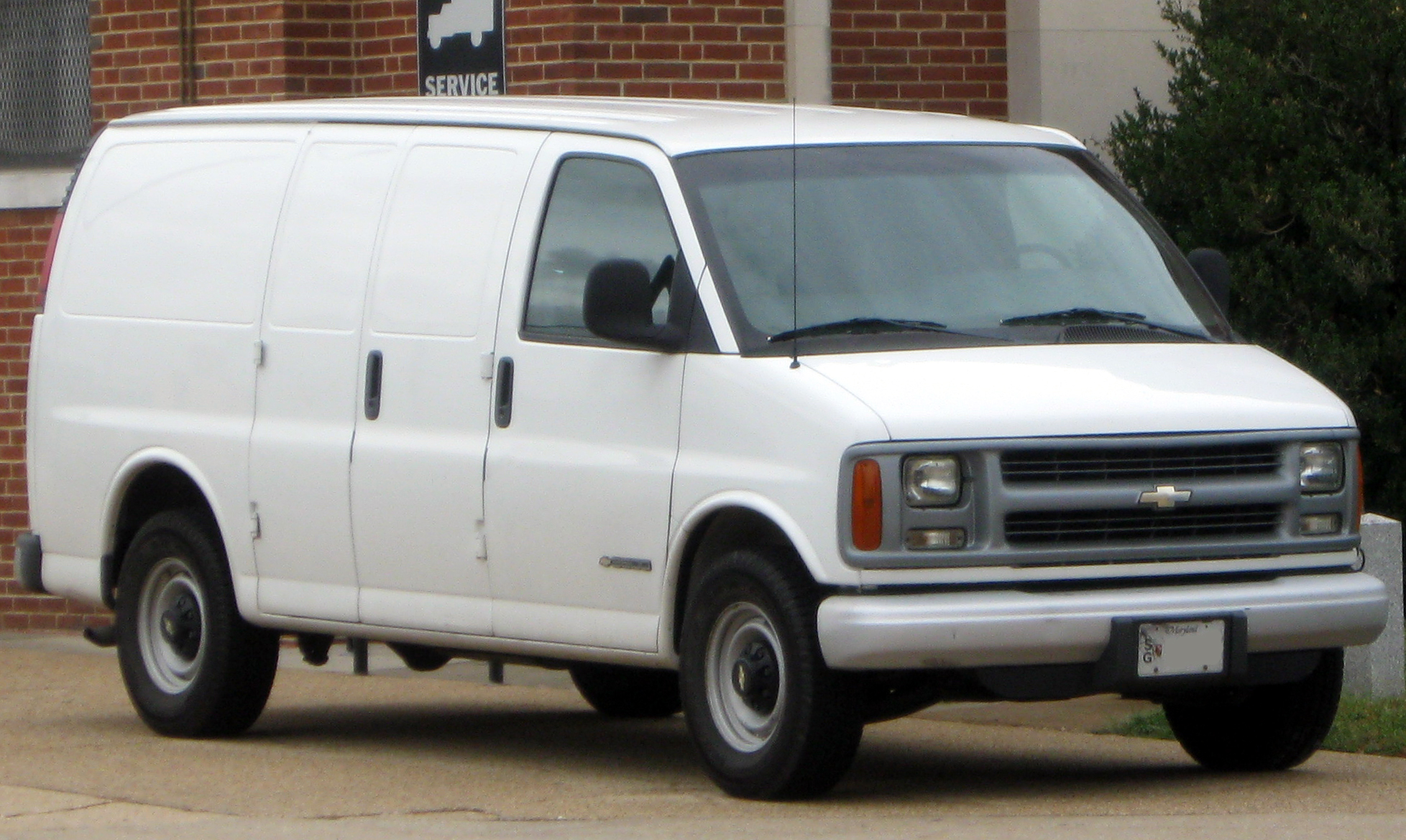
Una Chevrolet Express, similar al vehículo en el que fue encontrado el tirador tras suicidarse.

Durante las primeras horas de la tarde del día siguiente, a casi 22 millas de distancia del lugar del segundo intento de tiroteo en Alhambra, la policía detuvo una furgoneta que coincidía con la descripción de la que se había visto salir de la escena de Alhambra en un aparcamiento en Torrance, cerca de las intersecciones de los bulevares Sepúlveda y Hawthorne. La matrícula de la furgoneta parecía ser robada. Cuando los agentes se acercaron a la furgoneta, escucharon un único disparo procedente del interior, se retiraron y solicitaron la intervención de unidades tácticas. Durante el enfrentamiento, los agentes del SWAT, tanto visualmente desde sus vehículos blindados como a través de una cámara montada en un dron, observaron al hombre que ocupaba el asiento del conductor desplomado sobre el volante de la furgoneta. Murió de un disparo autoinfligido en la cabeza con una pistola Norinco de 7,62×25 mm.
Fue identificado como el pistolero responsable tanto del tiroteo de Monterey Park como del incidente de Alhambra.

## Víctimas
En el tiroteo murieron diez personas, cinco hombres y cinco mujeres: Valentín Marcos Alvero (68), Hongying Jian (62), Yu Lun Cao (72), Lilan Li (63), Ming Wei Ma (72), propietario y gerente del establecimiento, My My Nhan (65), Muoi Dai Ung (67), Chia Ling Ya (76), Wen Tau Yu (64) y Xiujuan Yu (57); una undécima víctima, Diana Man Ling Tom (70) falleció en el hospital al día siguiente. Otras nueve personas resultaron heridas en el tiroteo; siete de ellas seguían hospitalizadas el 22 de enero, algunas en estado crítico.
Fue el tiroteo masivo más mortífero de la historia del condado de Los Ángeles, superando el número de víctimas mortales de una masacre ocurrida en Covina en 2008.

## Autor
El autor de los disparos fue identificado como Huu Can Tran (15 de agosto de 1950 — 22 de enero de 2023), de 72 años, un inmigrante procedente de China y de origen vietnamita. Conoció a su exesposa unas dos décadas antes del tiroteo en el Star Ballroom Dance Studio, donde daba lecciones informales y era un patrocinador habitual. Tran solicitó el divorcio en 2005, que fue aprobado al año siguiente. En 2013, Tran vendió su casa en San Gabriel, que estaba a cinco minutos en auto del salón de baile. En el momento del tiroteo, era residente de una comunidad de personas mayores en un parque de casas móviles en Hemet, un suburbio a unas 85 millas (136,8 km) al este de Los Ángeles. Compró la casa en 2020.

## Reacciones

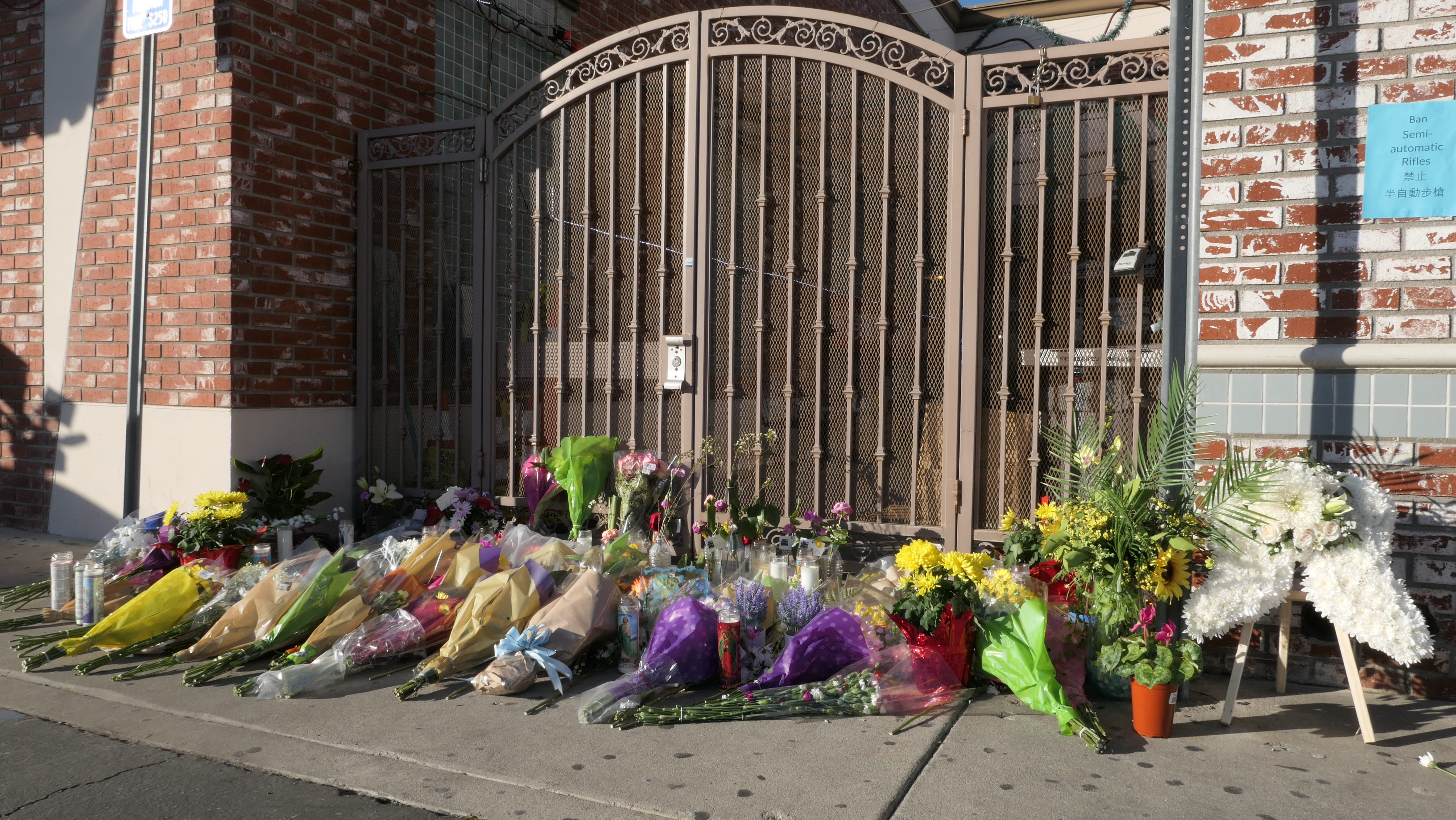
El monumento improvisado en el exterior del Star Ballroom Dance Studio de Monterey Park el 23 de enero de 2023.

El presidente Joe Biden dio instrucciones a la Oficina Federal de Investigaciones (FBI) para que prestara todo su apoyo a las autoridades locales. La alcaldesa de Los Ángeles, Karen Bass, calificó el tiroteo de «absolutamente devastador» y el gobernador de California, Gavin Newsom, dijo que estaba «siguiendo de cerca la situación». Se ha investigado un segundo posible escenario en el Lai Lai Ballroom and Studio, en el bloque 120 de South Garfield Avenue, en Alhambra, California. Según los informes, un hombre armado ingresó al establecimiento 17 minutos después del tiroteo en Monterey Park, pero fue desarmado sin que se produjeran heridos y huyó en una camioneta de carga blanca. Los funcionarios todavía están determinando si los eventos están vinculados.
El segundo día del festival fue cancelado «por precaución y reverencia hacia las víctimas», según las autoridades. El fiscal general de Nueva Jersey, Matt Platkin, dijo que se estaba coordinando con las fuerzas del orden público para aumentar la seguridad en las celebraciones del Año Nuevo Lunar. Se intensificaron los preparativos de seguridad antes de las celebraciones del Año nuevo lunar en Nueva York, Miami y Los Ángeles.
La profesora de sociología y estudios asiático-americanos de la UCLA Min Zhou declaró que el tiroteo forma parte de un patrón más amplio de cultura de las armas en Estados Unidos y de «violencia contra los asiáticos en los últimos años, especialmente durante la pandemia [de COVID] ». Afirmó que la violencia había acentuado el ambiente de temor hacia los asiáticos y los estadounidenses de origen asiático.